# Kendal Nezan
Kendal Nezan est né en 1949 en Turquie. Il est d'origine kurde et est physicien de formation. Il est cofondateur et président de l’Institut kurde de Paris.

## Biographie
Après des études secondaires au lycée de Diyarbakir et deux années de médecine à Ankara, il vient en France pour étudier la physique nucléaire.  Il fait sa maîtrise à l’Université de Paris-Orsay, obtient un DEA (diplôme d'études approfondies) en physique des réacteurs à l’Institut des Sciences et techniques nucléaires de Saclay. Sa thèse de doctorat porte sur la physique des particules. Il a travaillé comme chercheur au CNRS et au Collège de France.
Parallèlement à ses études et à ses activités professionnelles, Kendal Nezan s'engage pour la défense de la cause kurde.  Étudiant, il fonde l’Union des Étudiants kurdes de France[Quand ?], puis la Mala Kurdan (La Maison des Kurdes), publie des revues en langue kurde, comme Ronahî (Clarté) et Azadî (Liberté). En 1974, avec plusieurs intellectuels français  (Jean-Paul Sartre, Simone de Beauvoir, Maxime Rodinson, Pierre Vidal-Naquet, Edgar Morin, Bernard Dorin et Gérard Chaliand) il participe à la création de l’Association France-Kurdistan. Cette association, par ses publications et ses interventions dans les médias, a joué un rôle de précurseur pour la reconnaissance de la cause du peuple kurde en France.
En février 1983, avec une douzaine d’intellectuels et artistes kurdes en exil dont le cinéaste Yilmaz Güney, lauréat de la Palme d'or au festival de Cannes de 1982, il fonde l’Institut kurde de Paris qui, en mars 1993, devient une Fondation reconnue d’utilité publique.
Sous le gouvernement de Michel Rocard, il devient membre du Conseil national des langues régionales et minoritaires présidé par le Premier ministre[réf. souhaitée].
En 2008, il fonde et dirige pendant cinq ans une chaîne de télévision culturelle en langue kurde, KURD1, diffusée à partir de Paris par satellite vers la diaspora kurde et le Kurdistan[réf. souhaitée].
En 1978, il dirige, avec A.-R. Ghassemlou, Îsmet Şerîf Wanlî et Gérard Chaliand, la rédaction du premier ouvrage de référence sur l'histoire et la situation du Kurdistan, Les Kurdes et le Kurdistan, publié aux éditions Maspero. L'ouvrage est traduit dans une dizaine de langues, dont l’anglais et l’allemand, et fera l'objet de plusieurs rééditions.
Il fait paraître en mai 2017 un grand dictionnaire kurde-français de 85 000 entrées, réalisé sous sa direction.
Kendal Nezan publie de très nombreux articles sur la culture, l’histoire et l’actualité politique kurdes dans des journaux français (Le Monde, Libération, Le Monde diplomatique…) ainsi que dans la presse internationale.
Il reçoit le prix Danielle Mitterrand remis par la Fondation France Libertés en 2015[réf. souhaitée].